# Willard Louis
Willard Louis (San Francisco, 19 aprile 1882 – Glendale, 22 luglio 1926) è stato un attore statunitense.

## Biografia
Willard Louis (nomi alternativi William Lewis, Leo Louis, William Louis, Will Louis) nacque nel 1882. Attore e regista (ma lavorò anche come sceneggiatore e produttore), iniziò a lavorare nel cinema nel 1911. Attore essenzialmente conosciuto come caratterista, ebbe anche dei ruoli da protagonista: nel 1924, interpretò il ruolo del titolo in Babbitt, prima versione cinematografica del famoso romanzo di Sinclair Lewis.
Il suo ultimo film cui aveva partecipato come attore e che aveva come protagonista Ramón Novarro, uscì nel 1928, dopo la sua morte.
Morì il 22 luglio 1926, a soli 44 anni, a Glendale, a causa di una febbre tifoidea e di una polmonite.

## Filmografia
La filmografia - basata su IMDb - è completa.

### Attore
- Shirts and Shocks (1913)
- The Parson's Horse Race, regia di George Lessey (1915)
- Fighting Blood, regia di Oscar Apfel (1916)
- A Man of Sorrow, regia di Oscar Apfel (1916)
- The Battle of Hearts, regia di Oscar Apfel (1916)
- The Man from Bitter Roots, regia di Oscar Apfel (1916)
- The End of the Trail, regia di Oscar Apfel (1916)
- The Fires of Conscience, regia di Oscar Apfel (1916)
- The Love Thief, regia di Richard Stanton (1916)
- The Island of Desire, regia di Otis Turner (1917)
- One Touch of Sin, regia di Richard Stanton (1917)
- Il marchese d'Evremonde (A Tale of Two Cities), regia di Frank Lloyd (1917)
- High Finance, regia di Otis Turner (1917)
- The Price of Her Soul, regia di Oscar Apfel (1917)
- American Methods, regia di Frank Lloyd (1917)
- The Book Agent, regia di Otis Turner (1917)
- To Honor and Obey, regia di Otis Turner (1917)
- The Scarlet Pimpernel, regia di Richard Stanton (1917)
- A Branded Soul, regia di Bertram Bracken (1917)
- Madame Du Barry, regia di J. Gordon Edwards (1917)
- For Liberty
- The Blindness of Divorce, regia di Frank Lloyd (1918)
- Her One Mistake, regia di Edward J. Le Saint (1918)
- The Bird of Prey, regia di Edward J. Le Saint (1918)
- Kultur, regia di Edward J. Le Saint (1918)
- The Scarlet Shadow, regia di Robert Z. Leonard (1919)
- What Am I Bid?, regia di Robert Z. Leonard (1919)
- The Unpainted Woman, regia di Tod Browning (1919)
- Love Insurance, regia di Donald Crisp (1919)
- The Merry-Go-Round, regia di Edmund Lawrence (1919)
- The Loves of Letty, regia di Frank Lloyd (1919)
- Jubilo
- Dollars and Sense, regia di Harry Beaumont (1920)
- The Great Accident, regia di Harry Beaumont (1920)
- Going Some, regia di Harry Beaumont (1920)
- Madame X, regia di Frank Lloyd (1920)
- A Slave of Vanity, regia di Henry Otto (1920)
- Vie del destino (Roads of Destiny), regia di Frank Lloyd (1921)
- Moonlight and Honeysuckle, regia di Joseph Henabery (1921)
- The White Mouse, regia di Bertram Bracken (1921)
- Too Much Wife, regia di Thomas N. Heffron (1922)
- L'isola delle perle (The Man Unconquerable), regia di Joseph Henabery (1922)
- Robin Hood, regia di Allan Dwan (1922)
- Only a Shop Girl, regia di Edward LeSaint (1922)
- La fiera delle vanità (Vanity Fair), regia di Hugo Ballin (1923)
- Papà (Daddy), regia di E. Mason Hopper (1923)
- McGuire of the Mounted, regia di Richard Stanton (1923)
- Bambola francese (The French Doll), regia di Robert Z. Leonard (1923)
- The Marriage Market, regia di Edward J. Le Saint (1923)
- A Lady of Quality, regia di Hobart Henley (1924)
- Daddies, regia di William A. Seiter (1924)
- Pal o' Mine, regia di Edward LeSaint (1924)
- Don't Doubt Your Husband, regia di Harry Beaumont (1924)
- Lord Brummel (Beau Brummel), regia di Harry Beaumont (1924)
- Donne di lusso (Broadway After Dark), regia di Monta Bell (1924)
- Babbitt, regia di Harry Beaumont (1924)
- Her Marriage Vow, regia di Millard Webb (1924)
- Tre donne (Three Women), regia di Ernst Lubitsch (1924)
- The Age of Innocence, regia di Wesley Ruggles (1924)
- The Lover of Camille, regia di Harry Beaumont (1924)
- I tre moschettieri del varietà (A Broadway Butterfly), regia di William Beaudine (1925)
- The Man Without a Conscience, regia di James Flood (1925)
- Eve's Lover, regia di Roy Del Ruth (1925)
- Baciami ancora (Kiss Me Again), regia di Ernst Lubitsch (1925)
- The Love Hour, regia di Herman C. Raymaker (1925)
- The Limited Mail, regia di George W. Hill (1925)
- Hogan's Alley, regia di Roy Del Ruth (1925)
- Three Weeks in Paris, regia di Roy Del Ruth (1925)
- La sua segretaria (His Secretary), regia di Hobart Henley (1925)
- The Love Toy
- Mademoiselle Modiste, regia di Robert Z. Leonard (1926)
- La corsa a ostacoli di Shamrock (The Shamrock Handicap), regia di John Ford (1926)
- The Passionate Quest
- Don Giovanni e Lucrezia Borgia (Don Juan), regia di Alan Crosland (1926)
- The Honeymoon Express, regia di James Flood e, non accreditato, Ernst Lubitsch (1926)
- L'elegante scapestrato (A Certain Young Man), regia di Hobart Henley e, non accreditato, Edmund Goulding (1928)

### Produttore
- Babe's School Days

### Film o documentari dove appare
- Movie Memories
- Personality Parade

## Spettacoli teatrali
- Her Little Highness (Broadway, 13 ottobre 1913 - 25 ottobre 1913)